# DJ Hero 2
DJ Hero 2 est un jeu vidéo de rythme et une suite de DJ Hero, une série dérivée de Guitar Hero. DJ Hero 2 utilise un contrôleur imitant une platine vinyle, comme dans DJ Hero, pour simuler le Turntablism, l'action de créer une nouvelle œuvre musicale à partir d'une ou plusieurs chansons à l'aide de platines et d'effets sonores. Le jeu, développé par FreeStyleGames et édité par Activision, est sorti en octobre 2010.
Comme pour DJ Hero, les joueurs de DJ Hero 2 effectuent des actions spécifiques sur le contrôleur, en suivant les indicateurs qui défilent à l'écran, ce qui leur permet de gagner des points en effectuant correctement les actions aux bons moments. Le jeu inclut un nouveau mode freestyle, donnant au joueur la possibilité de fader librement entre les pistes, scratcher une section d'un mix, ou ajouter des samples au cours des sections sélectionnées. Le jeu dispose de 83 mixes de plus de 100 chansons différentes, et d'autres mixes disponibles sous forme de contenu téléchargeable. La plupart des mixes ont été assemblés par FreeStyleGames, mais d'autres DJ professionnels, dont David Guetta, deadmau5, DJ Qbert, Tiësto et RZA, ont contribué, à la fois, avec leurs talents de mixeur et leur avatar pour le jeu. Les joueurs peuvent jouer ces mixes à tout moment dans un mode Quickplay, jouer en mode Empire, ou jouer en coopération ou en concurrence avec un deuxième utilisateur en mode de jeu hors-ligne et en ligne. Un troisième joueur peut aussi participer en chantant les parties vocales du mix.
DJ Hero 2 a été bien accueilli par la critique, recevant des éloges pour le maintien et l'amélioration des éléments de base du premier jeu, et pour une bande-son présentant un large choix de genres. Toutefois, les ventes du titre ont été faibles, n'atteignant pas les mêmes chiffres que DJ Hero de l'année précédente. En plus des faibles ventes de la franchise Guitar Hero, Activision annonce l'annulation de la poursuite du développement en février 2011, laissant DJ Hero 2 comme dernier épisode de la série DJ Hero.

## Système de jeu
DJ Hero 2 s'inspire de son prédécesseur, le but étant de mixer une ou deux chansons à l'aide d'une réplique de platine vinyle. Le contrôleur comprend une platine tourne-disque avec trois boutons, un bouton d'effets et un crossfader pour effectuer le fondu enchaîné entre les pistes. Ces actions sont présentées aux joueurs par le biais d'une partition à l'écran qui défile en synchronisation avec la musique. Les joueurs marquent des points en effectuant les actions correctement, mais ne sont pas pénalisés autrement. En accomplissant avec succès une série d'actions consécutives, le joueur peut augmenter son multiplicateur de score jusqu'à 4;  le multiplicateur retombe à 1 si la moindre action est ratée. Certaines sections, lorsqu'elles sont jouées à la perfection, permettent de gagner l'euphorie (le "Star Power" pour ce jeu) qui peut être déclenché en utilisant un autre bouton sur le contrôleur et doublera temporairement le multiplicateur. Le joueur peut également avoir la possibilité de faire un Rewind (rembobiner la chanson) en quelques secondes s'il parvient à jouer correctement une longue chaîne de notes. Il rembobine le morceau en tournant rapidement la platine à l'envers; le Rewind peut être utilisé pour corriger une erreur ou pour augmenter le score.
De petits changements ont été apportés à la platine dans DJ Hero 2 : les samples freestyle, précédemment basés sur des "packs d'effets" présélectionnés, sont spécifiques au mix, et le jeu ne pénalise pas le joueur pour de petites variations dans les sections de scratch rapide tant qu'il suit le rythme général de la chanson. Les sections freestyle spécialement marquées, auparavant limitées aux seuls effets d'échantillon ajoutés sur la piste, permettent au joueur de mélanger librement deux pistes, d'utiliser ses propres effets scratch ou d'ajouter des hits d'effets dans ces sections. L'affichage de ces sections freestyle marque des endroits où la commutation entre les pistes permettrait d'atteindre un fort effet audio, et le joueur est classé sur la façon dont il a joué ces marqueurs après la fin de chaque mix.
En plus d'utiliser un tourne-disque, les joueurs ont la possibilité de chanter ou de rapper les paroles des mixes, comme dans les parties vocales des jeux Guitar Hero ou Rock Band actuels, en utilisant un microphone compatible avec la plupart des jeux rythmiques précédents. Le jeu calculera alors le score du chanteur en fonction de la hauteur tonale, du tempo et du rythme.
DJ Hero 2 dispose d'un mode carrière solo amélioré appelé "Empire". Ce mode fournit plus de structure pour le joueur à passer à travers le jeu que le simple jeu des listes utilisées dans DJ Hero. En mode Empire, le joueur travaille à travers un certain nombre de setlists prédéterminés et de batailles de boss (comme décrit ci-dessous) avec les avatars de célébrités et les DJ's fictifs dans l'un des six lieux différents, gagnant des stars qui débloquent des lieux supplémentaires pour jouer. En complétant certaines setlists ou batailles, vous débloquez de nouveaux personnages, des costumes pour ces personnages et des platines virtuelles pour le joueur. Cinq de ces platines sont des "power decks" qui modifient légèrement le mécanisme de pointage ou le style de jeu; l'une augmente le multiplicateur maximum à 5x, tandis que l'autre augmente le taux d'affichage des notes, mais augmente le système de pointage de base.
DJ Hero 2 s'est principalement concentré sur les aspects sociaux, selon Jamie Jackson, directeur créatif de FreeStyleGames; en tant que tel, plusieurs des nouveaux modes de jeu comportent des contreparties multijoueurs. Le jeu supporte le mode "Party Play" introduit dans Guitar Hero 5, qui permet aux joueurs de sauter dans une chanson, de modifier la difficulté pendant le gameplay, de passer d'une platine à l'autre et de partir à tout moment, pendant que le jeu continue à fonctionner en mode jukebox. Plusieurs nouveaux modes concurrents font appel à deux DJs l'un contre l'autre; certains modes font jouer les deux DJs l'un à côté de l'autre, mais avec des avantages concurrentiels tels qu'une course "Checkpoint" où chaque DJ tente de gagner le meilleur score dans une section d'une chanson. Les DJ Battles voient deux DJ's exécuter le style d'appel et de réponse ainsi que des sections ouvertes de style libre. Le mode en ligne comprend un simple mécanisme de jeu de rôle doù la participation et la victoire des batailles avec d'autres joueurs gagne le joueur DJ Points qui conduisent à des augmentations de niveau et des avantages supplémentaires.
Le jeu n'inclut pas le mode "DJ vs Guitare" qui a été mis en vedette dans DJ Hero, où un deuxième joueur pourrait utiliser un contrôleur de guitare compatible pour jouer aux côtés du DJ player.

## Développement
DJ Hero 2 a été officiellement annoncé en juin 2010, pour une sortie au dernier trimestre de 2010. Avant l'annonce du jeu, Activision avait révélé un mois avant la sortie du jeu qu'il recherchait activement des artistes pour du contenu téléchargeable et une suite du jeu. David Guetta a déclaré qu'il était prêt à travailler sur la suite du jeu, pour arriver à la fin de 2010. Bobby Kotick, PDG d'Activision, a déclaré que malgré la faiblesse des ventes de DJ Hero, ils se sont engagés à poursuivre la série, avec la suite prévue en 2010. La suite, DJ Hero 2, a été confirmée dans un rapport d'Activision sur les investisseurs pour 2009, citant ce dernier comme l'un des deux seuls titres de Guitar Hero à être attendu d'Activision en 2010, avec une date de sortie prévue fin 2010.
Le travail sur DJ Hero 2 a commencé quelques mois après la fin du premier jeu, car l'équipe de développement avait subi des heures de travail chargées pour respecter la date limite de sortie. Jamie Jackson, le directeur créatif de FreeStyleGames, a déclaré que DJ Hero 2 avait mis environ sept mois à se terminer. Bien qu'ils aient pu facilement construire sur le framework existant pour DJ Hero, FreeStyleGames voulait faire plus que simplement inclure de nouveaux mixes, et cherchait à inclure des fonctionnalités supplémentaires telles que les Battle Mixes dans le jeu. De nombreuses nouvelles fonctionnalités du jeu sont le résultat des commentaires des joueurs, y compris les modes sociaux du jeu et les améliorations apportées à l'interface du jeu afin d'offrir un aspect plus propre et une rétroaction visuelle instantanée au joueur. L'équipe a également travaillé pour améliorer le graphisme du jeu; l'apparition des menus graffiti de DJ Hero donnaient l'impression d'être un jeu hip-hop, mais FreeStyleGames voulait éloigner DJ Hero 2 de cela. Ils voulaient également nettoyer l'interface du gameplay, en fournissant une meilleure rétroaction au joueur et en lui permettant de savoir facilement quand il gagnait ou perdait. Bien que DJ Hero 2 n'utilise pas la technologie de détection de mouvement Kinect ou PlayStation Move, Jackson ne les avait pas exclus pour une itération future du jeu.
Une autre étape pour sortir le jeu de l'apparente nature hip-hop a été la sélection des chansons. Jackson trouve que le premier jeu est trop important pour le genre, environ 60 % des chansons étant du hip-hop. Les chansons de DJ Hero 2 représentent une plus grande variété de musiques, y compris la danse, la batterie et la basse, et la techno, avec quelques contributions du hip-hop. Jackson a noté qu'ils étaient capables de mieux travailler avec les artistes et les éditeurs pour DJ Hero 2, après le lancement réussi du premier jeu; avec les artistes et les éditeurs sachant maintenant à quoi s'attendre, "il y a plus de compréhension, donc il nous a ouvert les portes en termes d'obtenir plus de musique populaire", selon Jackson. Toutefois, l'octroi de licences pour de telles musiques demeurait un obstacle difficile. Les musiques du jeu sont d'abord réalisées grâce à un mixage assisté par ordinateur des deux pistes de chansons combiné à des bruits d'effets, avec création simultanée des marqueurs de gameplay. Le bruit pour les zones de scratching est compensé par l'enregistrement des sons des pistes réellement scratchées sur une platine DJ.
Usher a écrit sa chanson "OMG" avec Will.i.am pour DJ Hero 2, qu'il interprétera en live à l'2010 Electronic Entertainment Expo. Usher avait déjà été contacté par Kotick avant la sortie de DJ Hero pour de futurs projets pour Activision. Usher a trouvé, après avoir suivi le succès de DJ Hero, que le jeu était "très intéressant" comme moyen de connecter les jeunes joueurs à la musique comme la sienne, qu'ils ne pourraient pas vivre en direct dans un club, ce qui l'a conduit à son désir de faire partie de la suite.
FreeStyleGames a découvert qu'en sélectionnant des artistes de mix comme Deadmau5 et Tiëstoplus plus connus que certains artistes du premier jeu, ils ont pu donner à DJ Hero 2 une sensation différente, embrassant la théâtralité de ces artistes. FreeStyleGames avait essayé d'inclure Tiësto dans le premier jeu, mais n'a pas pu le faire dans les délais,  mais a plutôt été utilisé dans le cadre de la promotion du premier jeu et serais plus tard utilisé comme "ambassadeur" d'Activision pour le jeu en Europe. De plus, la bande son du jeu a été sélectionnée pour inclure plus de morceaux de danse et de pop, extraits d'artistes européens, afin de rendre le jeu plus convivial pour l'Europe.

### Promotion
Une démo pour DJ Hero 2 est publiée pour PlayStation network et Xbox Live le 7 septembre 2010. La démo contient quatre mixes, dont deux sont jouables : Pussycat Dolls avec Busta Rhymes - "Don't Cha" vs Pitbull - "I Know You Want Me" et Lady Gaga mettant en vedette Colby O'Donis - "Just Dance" et deadmau5 - "Ghosts N Stuff". Le mix Estelle featuring Kanye West - “American Boy” vs. Chic - "Good Times" est utilisé comme un tutoriel, et le mix MSTRKRFT mettant en vedette N. O. R. E. - "Bounce" (Battre Jongler) pourrait être entendu dans l'arrière-plan du menu.
Un jeu "viral" par navigateur, DJ Hero 2 Mix 2Gether, est publié le 17 octobre 2010. Le jeu viral est réalisé par l'agence numérique Fish in a Bottle (en) et propose une version allégée du jeu complet. Trois mixes sont inclus dans le viral et sont tous jouables : Lady Gaga mettant en vedette Colby O'Donis - "Just Dance" et Deadmau5 - "Ghosts N Stuff", Blakroc mettant en vedette Pharoahe Monch et RZA - "Dollaz et Sens" et de Tiësto et Sneaky Sound System - "I Will Be Here (en)" vs Tiësto - "Speed Rail". Un mode unique au jeu viral est inclus : "Create A Mix", qui permet aux joueurs de créer leurs propres mixes, de les partager et de défier leurs amis via courrier électronique, Twitter, Facebook et Myspace.
DJ Hero 2 est vendu avec divers articles promotionnels. En Europe et dans certains magasins en Amérique du Nord, les joueurs qui ont acheté le jeu dans l'un des deux ensembles de forfaits (avec un ou deux contrôleurs à platine tournante) ont reçu le précédent opus gratuitement. D'autres magasins nord-américains offraient des étuis de transport pour les platines tournantes, des versions MP3 de certains mixes ou des codes de remboursement pour les options de personnalisation de jeu.

### Après la sortie
Un bogue a été constaté par les joueurs sur Xbox 360 où, s'ils jouaient en ligne et avaient exactement 100 amis attachés à leur compte, le jeu serait gelé et/ou ils seraient dans l'incapacité de jouer en ligne. Activision a fourni un patch pour corriger ceci quelques jours après la sortie du produit,.
Le clip vidéo musical pour "Speed Rail" de Tiësto est composé uniquement d'images de DJ Hero 2 incluant l'avatar Tiësto.

## Bande-son
La setlist de DJ Hero 2 comprend 83 mashups de près de 100 chansons de 85 artistes différents. Game Informer a déclaré que la bande-son du jeu représente toujours fortement le genre du hip-hop, mais ajoute plus d'éléments issus de l'électro, de la pop et de la danse. David Guetta, Deadmau5, DJ Qbert, Tiësto et RZA sont des avatars jouables dans le jeu et ils aideront à créer des mixes pour le jeu,,,. La plupart des grattages en jeu ont été réalisés par l'ancien champion du monde DMC DJ Blakey, et certains par Joe Lenzie de Sigma.
DJ Hero 2 prend en charge le contenu téléchargeable sous la forme de nouveaux mixes qui peuvent être achetés dans les boutiques en ligne respectives des consoles. De plus, grâce à un add-on gratuit supplémentaire sorti en novembre 2010, les joueurs pourront acheter du contenu téléchargeable du premier jeu à utiliser dans DJ Hero 2. Après leur décision en février 2011 de mettre fin au développement de la série de jeux Guitar Hero, Activision a initialement annoncé qu'aucun autre contenu téléchargeable ne serait disponible pour le titre, mais en raison du "support continu" de leur base de fans, Activision a depuis décidé de continuer à publier du contenu téléchargeable pour le jeu au moins jusqu'en mars et avril 2011 avec des packs qui étaient en préparation avant la fermeture de Guitar Hero,.

## Réception
DJ Hero 2  a été bien accueilli par les critiques, qui ont estimé que le jeu était une amélioration significative dans le gameplay, la présentation et la sélection de chansons de son prédécesseur. Michael Brown de 1UP.com a noté que bien qu'il y ait eu très peu de changements au niveau du gameplay, « ce sont les petits changements mineurs qui en font une nette amélioration par rapport à l'original ». Keza MacDonald de Eurogamer croyait que DJ Hero 2 était « beaucoup plus rusé, plus clair et plus élégant » avec des changements de présentation et d'interface qui permettent rapidement aux joueurs de sauter dans le jeu. Ben Kuchera de Ars Technica a qualifié le titre de « meilleure suite », car il a conservé les meilleures caractéristiques de DJ Hero et y a ajouté d'autres améliorations. Matt Wales de l'IGN, a noté que les niveaux de difficulté initiaux du jeu étaient beaucoup plus adaptés aux débutants « pour rendre l'expérience DJ plus convaincante, sans sacrifier l'accessibilité si importante ».
Les critiques ont loué les nouvelles fonctionnalités freestyle dans le gameplay, citant la surutilisation de l'échantillon par défaut Flavor Flav dans le premier jeu. MacDonald a favorisé la façon dont FreeStyleGames a transformé les sections freestyle limitées du premier jeu en « partie intégrante » de la suite. Matt Helgeson de Game Informer a déclaré que la nature freestyling de DJ Hero 2 lui donnait l'impression qu'il « aidait à faire le mixage, et pas seulement à frapper des boutons dans le temps ». Bien que l'ajout de nouveaux modes multijoueurs ait été bien accueilli, beaucoup ont trouvé que l'ajout de la piste vocale ne fonctionnait pas bien. Chris Watters de GameSpot a noté que « l'évaluation du chant n'est pas aussi brillante que dans les autres jeux », et à moins que le joueur ne connaisse la musique des deux morceaux d'un mix, chanter le mixage « n'est pas très amusant ». Helgeson a fait remarquer que tenter de chanter les paroles de deux chansons distinctes « c'est comme jouer au karaoké dans les grips d'une crise ».
Les critiques ont trouvé que la bande-son offrait un éventail plus large de genres, s'éloignant du hip-hop pour se tourner vers les genres house et Dance, pour plaire à un plus grand nombre de joueurs. Helgeson considérait que les mixes étaient « uniformément grands », et équilibraient les artistes populaires avec des mixeurs DJ habiles. MacDonald a déclaré que la bande-son était « irréprochable » et que, bien qu'elle comporte un grand nombre de chansons de la scène du club, la bande-son est « toujours un puissant attrait si vous ne connaissez pas ou n'aimez même pas la musique ». Mike Channell, d'Official Xbox Magazine a estimé que « les mashups se sentent encore plus enjoués cette fois-ci », créant de nouvelles interprétations des paroles des chansons à travers le mixage. Cian Hassett de PalGN appelait la setlist « la fusion la plus incroyable de genres contrastés connus de l'homme ». Certains critiques ont fait remarquer qu'ils estimaient que la liste de titres du premier jeu était meilleure; Damien Hatfield d'IGN estimait qu'il y avait « plus de variété » dans le mix du jeu original et une meilleure représentation au sein de certains genres, tandis que Brown préférait le set de DJ Hero pour « comment il se mélangeait avec des morceaux souvent disparates » et que de nombreux mixes dans la suite favorisaient trop une chanson dans le mixage.
Les estimations des ventes de NPD Group en Amérique du Nord pour DJ Hero 2 pour lors du mois de lancement étaient de 59 000 unités. Les ventes combinées en Amérique du Nord de DJ Hero 2 et de Guitar Hero: Warriors of Rock ont été inférieures à un million en 2010, soit 63 % de moins que les ventes totales de Guitar Hero 5, DJ Hero et Band Hero à partir de 2009. En raison de la faiblesse des ventes de sa série Guitar Hero, Activision a fermé sa division Guitar Hero, annulant au moins un jeu prévu pour 2011,,. La fermeture touche également la série DJ Hero, Activision ayant déclaré qu'elle ne prévoit pas publier un jeu musical en 2011.